# Franciscus Sweerts

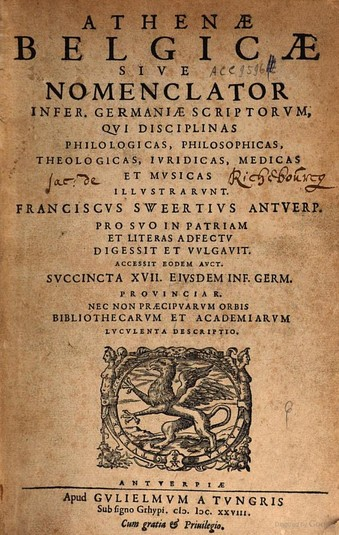

Franciscus Sweerts (Antwerpen, 1567 – aldaar, 1629) of Sweertius was een Zuid-Nederlands humanist, historicus en epigraaf.

## Levensloop
Sweertius was een zoon van de tapijtenhandelaar Frans Sweerts en Geertruide van Os. Hij kreeg onderwijs in Lier van Cornelis de Corte of Curtius en in Antwerpen van Guilielmus Fabius en Theodorus Dussemius. Hij leerde bij hen Latijn en Grieks. Van Hubert Waelrant kreeg hij muziekonderwijs.
Hij volgde zijn vader op in de handelszaak, wat hem niet belette ook de letteren te beoefenen en een productief schrijver te worden. Hij schreef vooral historische werken en was ook een aanzienlijk epigraaf. Hij onderhield een drukke briefwisseling met wel een honderdtal geleerden van zijn tijd, onder wie Justus Lipsius, Erycius Puteanus, Andreas Schott, Daniël Heinsius, Dominicus Baudius, Isaac Casaubon en Josephus Justus Scaliger.
In 1597 trouwde hij met Susanne van Erpe en ze kregen zes kinderen.

## Publicaties
- Insignium hajus aevi Poëtarum Lacrymae in obitum clar. viri Abrah. Ortelii Antverpiani Philippi II indefessi Antiquitatums crutatoris, Antwerpen, 1601.
- Deorum Dearumque capita ex antiquis Numismatibus Abrahami Orteli Geographi Regii collecta et Historica narratione illustrata ex Analectis Andreae Schotti, Antwerpen, 1602.
- In XII Caesarum Icones, Narrationes Historicae: ex Analectis Andreae Schotti S. J., Antwerpen, 1602.
- Belgii totius descriptio, Antwerpen, 1603.
- Meditationes Joannis Curdinalis de Turrecremata, cum eiusdem vita et Precibus selectis, Keulen, 1607.
- Selectae Christiani Orbis Deliciae, ex Urbibus, Templis, Bibliothecis, et aliunde, Keulen, 1608.
- Hieronymi Magii de tintinnabulis liber Posthumus cum Notis F. Sweertii, Frankfurt, 1608.
- Clar. viri Justi Lipsi Musae errantes. Ex Auctoris schedis partim descripsit, sparsas collegit: ae junctim posteritati edidit Fr. Sweertius, Antwerpen, 1610.
- Monumenta Sepulcralia et Inscriptiones publicae privataeque Ducatus Brabantiae, Antwerpen, 1613.
- Joannis Bochii Poemata, a F.S. collecta. Accesserunt quaedam Joannis Ascanii Filii aliorumque, Frankfurt, 1614.
- Justi Lipsii flores ex ejus Operibus decerpti, per locos communes digesti. Accessere ejusdem Testimonia et Symbola, Keulen, 1614.
- Rerum Belgicarum Annales, Chronici et Historici, de bellis urbibus, situ et moribus Gentis, antiqui recentioresque scriptores quorum pars magua hactenus non edita, pars longe auctior non evulgata, Frankfurt, 1620.
- Epitaphia Joco-seria Latina, Gallica, Italica, Hispanica Belgica, Keulen, 1623.
- Rariores sententiae ev praecipuis primaeque notae Historiographis collectae, Antwerpen, 1628.
- Athenae Belgicae, sive Nomenclator inferioris Germaniae scriptorum, 1628.